# Polyoctenameer
Polyoctenameer is een rubberachtig, synthetisch polymeer dat geproduceerd wordt uit het monomeer cyclo-octeen.
Cyclo-octeen wordt op zijn beurt geproduceerd uit 1,3-butadieen via 1,5-cyclo-octadieen.
Andere namen voor polyoctenameer zijn cyclo-octeenhomopolymeer of polyoctenyleen.

## Synthese
Polyoctenameer wordt gevormd door de ringopening-polymerisatie van cyclo-octeen; daarbij wordt de dubbele binding behouden. Bij de polymerisatie worden zowel lineaire macromoleculen gevormd met de algemene structuur (a): -(C4H7=C4H7)-n, als cyclische macromoleculen met algemene structuur (b). Deze kunnen niet van elkaar gescheiden worden. Er kan tot 25% cyclisch polymeer gevormd worden.

## Eigenschappen
De eigenschappen van dit polymeer hangen af van de graad van kristalliniteit; deze wordt bepaald door de verhouding tussen de trans- en cis-dubbele bindingen in de moleculen. Hoe meer trans, hoe meer kristallijn het polymeer is. Degussa commercialiseert twee kwaliteiten onder de merknaam Vestenamer: Vestenamer 8012 met ca. 80% trans-bindingen en Vestenamer 6213 met ca. 60% trans-bindingen. Het molecuulgewicht van deze polymeren is relatief laag, maximaal ca. 100.000.
Vestenamer 8012 heeft een smeltpunt van ongeveer 54 °C, een glastemperatuur van −65 °C en een dichtheid van 0,91 g/cm3. Voor Vestenamer 6213 is dit respectievelijk <36 °C, −75 °C en 0,89. Bij verwarming ontbinden ze vanaf 275 resp. 250 °C.
Het is een hydrofoob polymeer, onoplosbaar in water. Het is oplosbaar in warme minerale oliën.

## Toepassingen
Polyoctenameer wordt gebruikt als hulpstof bij de productie van rubbermaterialen. Bij het vulkaniseren van rubber werkt het bij het crosslinken. Bij de verwerking tot eindproducten fungeert het als weekmaker; het vergemakkelijkt bijvoorbeeld de verwerking van rubber tot autobanden. Bij de verwerkingstemperaturen is het gesmolten en de lage viscositeit zorgt voor betere stromingseigenschappen en minder energieverbruik bij het mengen en extruderen. Ook in andere thermoplasten kan het zo gebruikt worden.
Het wordt ook toegevoegd aan gerecycleerd, gemalen rubber dat in asfaltbeton wordt bijgemengd; het werkt bij het crosslinken om het rubber aan het asfalt te binden en vermindert de kleverigheid van deze rubberhoudende mengsels.